# Guitarra electro-acústica

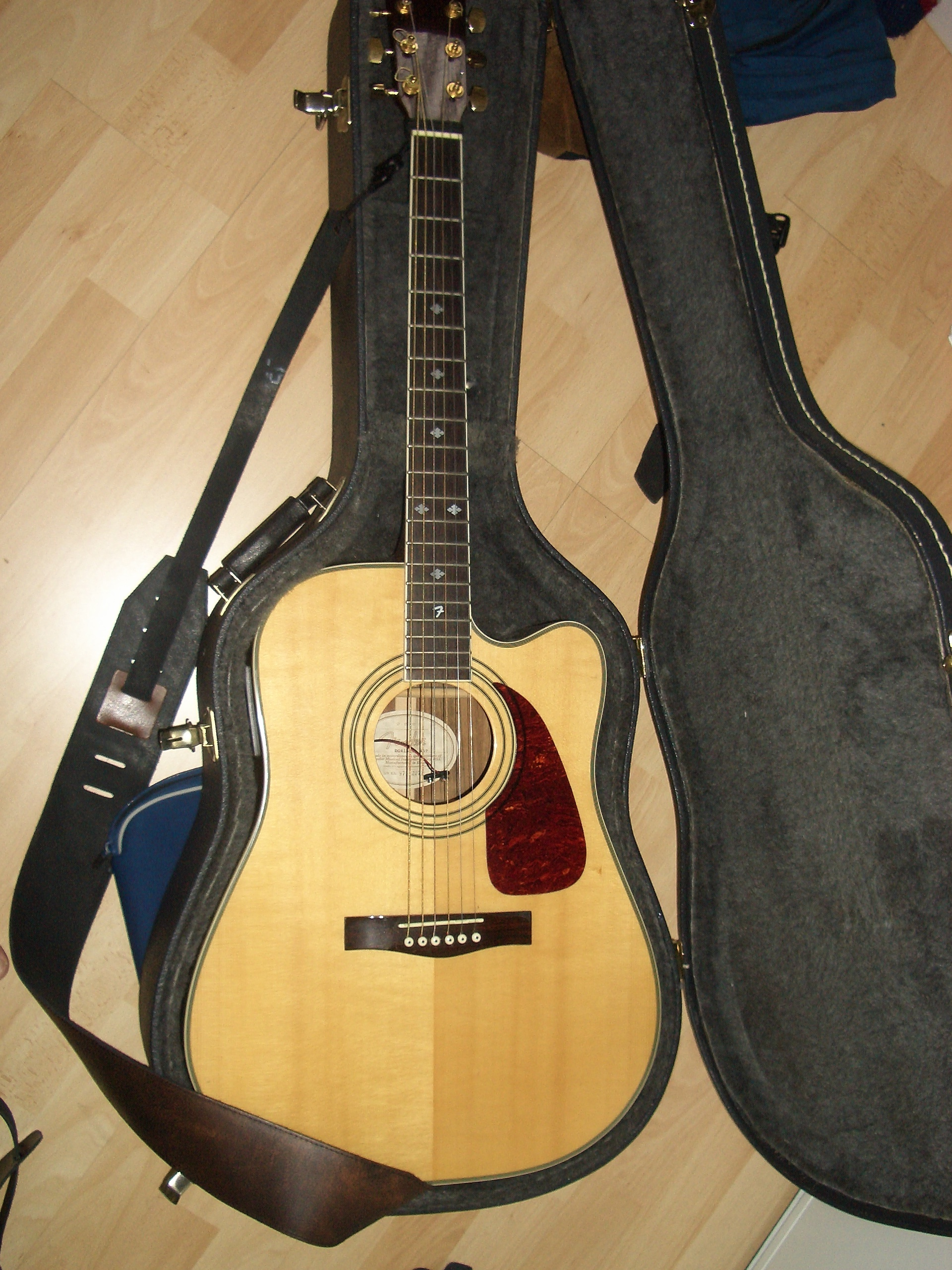

Una guitarra electro-acústica es un instrumento musical armónico equipado con pastillas, un micrófono o transductores. En las guitarras electroacústicas, los transductores y micrófonos se utilizan siempre porque las pastillas convencionales no son capaces de captar las vibraciones de los materiales no magnéticos. El diseño es distinto de una guitarra semi-acústica, que es una guitarra eléctrica, pero con la adición de cámaras de sonido dentro del cuerpo de la guitarra. Por lo general, las guitarras electroacústicas están equipadas con pastillas eléctricas, y por lo tanto requieren un preamplificador incorporado en el cuerpo de la guitarra para amplificar la señal antes de que viaje al amplificador principal de la guitarra. Estos preamplificadores también puede venir con controles de tono de diferentes tipos, pero generalmente tienen ecualizadores con hasta seis bandas de frecuencia se utilizan. También se conoce como un "plug-in en una guitarra acústica", debido a su capacidad para simplemente "conectar" a un sistema de altavoces sin necesidad de micrófonos.
Se utilizan comúnmente en ocasiones en música clásica, ya que poseen el sonido de una guitarra acústica, pero más volumen si está conectado a un sistema de altavoces.
La primera guitarra acústica-eléctrica fue desarrollada por Roundback Ovation desarrollado por Charles H. Kaman en 1966, construido a partir de fibra de vidrio y con base en sus investigaciones como ingeniero aeroespacial en la vibración de las palas de rotor de un helicóptero. Añadió tomas de corriente para proporcionar la opción de amplificación. La Corporación Kaman Music, basado en el éxito de la Roundback, se convirtió en uno de los mayores fabricantes de instrumentos musicales en los Estados Unidos.

## Historia
En la década de 1920, guitarristas como Eddie Lang hicieron la transición de la guitarra acústica de un instrumento principalmente solista a su uso en grandes bandas. Sin embargo, en una big band, la guitarra era superada por la sección de vientos y la batería, y la necesidad de amplificación se hizo evidente rápidamente. Varios experimentos para amplificar eléctricamente las vibraciones de un instrumento de cuerda se remontan a principios del siglo XX; patentes de la década de 1910 muestran transmisores telefónicos adaptados y colocados dentro de violines y banjos para amplificar el sonido. Los aficionados de la década de 1920 usaban micrófonos de botón de carbono unidos al puente., pero estos detectaron vibraciones del puente en la parte superior del instrumento, por lo que la señal resultante fue débil.
La primera persona en crear la pastilla eléctrica moderna para la guitarra acústica fue Lloyd Loar, con su compañía Vivi-tone. A principios de la década de 1930, Loar se separó de Gibson y fundó Vivitone, donde creó una de las primeras pastillas eléctricas para guitarra acústica. La electrónica se montó en un cajón extraíble que se deslizó fuera del borde del bajo de la guitarra. Luego, la señal se transfirió de un puente de madera a una placa de metal que permitió una salida eléctrica y, por lo tanto, amplificación. Sin embargo, la primera guitarra electroacústica comercialmente disponibqle fueron las "FHC" de Harry DeArmond, lanzadas en la década de 1930. Fueron ampliamente adoptados porque no requerían ninguna modificación de la guitarra.
En 1954, Gibson lanzó las primeras guitarras electroacú cenefasticas de tapa plana comercialmente exitosas, la J -160E y la CF-100E.